# Holger Czukay
Holger Czukay (Danzica, 24 marzo 1938 – Weilerswist, 5 settembre 2017) è stato un compositore, bassista e produttore musicale tedesco.

## Biografia
Divenuto noto per essere stato membro del gruppo tedesco Can, Czukay viene considerato uno dei primi musicisti che tentarono di avvicinare la musica pop (popular) a quella d'avanguardia. Le sue composizioni, generalmente suonate con il nastro magnetico, sono fortemente sperimentali ed anticipano la world music.
Dopo essere stato allievo di Karlheinz Stockhausen durante i suoi anni di studio, fondò i Can nel 1968. Esordì in proprio nell'anno seguente con Canaxis 5 e abbandonò il gruppo nel 1977. Il secondo album Movies del 1979 fu il primo di una carriera solista stabile e contribuì ad aumentare la sua notorietà.
Durante la sua carriera ha collaborato con musicisti quali gli Eurythmics, Jah Wobble, Conny Plank, e David Sylvian.

## Discografia parziale
- 1969 - Canaxis 5
- 1979 - Movies
- 1981 - Full Circle
- 1981 - Phew
- 1982 - On The Way To The Peak Of Normal
- 1982 - Full Circle
- 1984 - Der Osten Ist Rot
- 1987 - Rome Remains Rome
- 1988 - Plight & Premonition
- 1989 - Flux + Mutability
- 1991 - Radio Waves Surfer
- 1993 - Moving Pictures
- 1997 - Clash
- 1999 - Good Morning Story
- 2000 - La Luna
- 2001 - Linear City
- 2003 - The New Millennium